# Palazzo Barbarigo

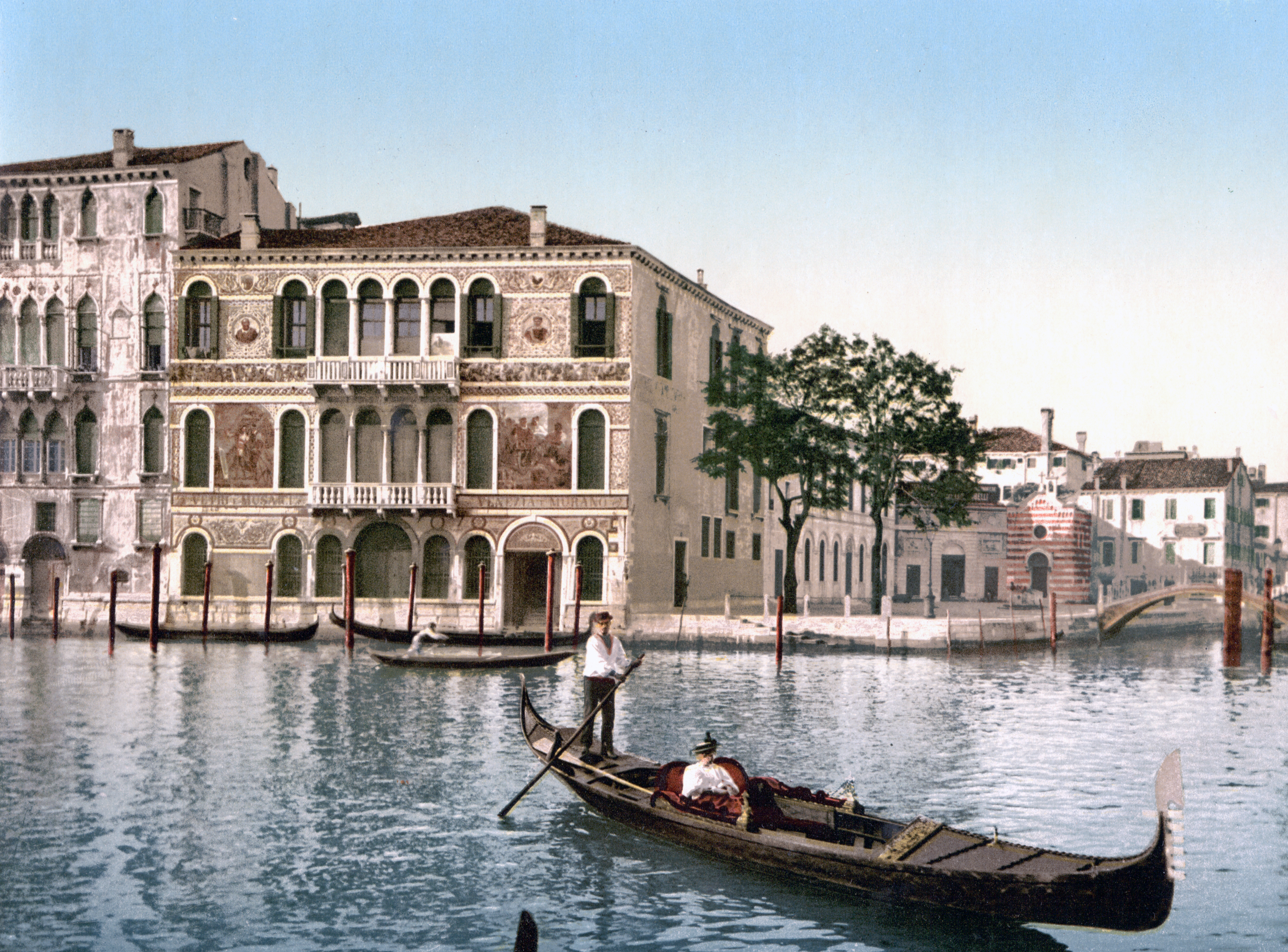
Fotocromia degli ultimi anni del XIX secolo

Palazzo Barbarigo è un palazzo di Venezia situato nel sestiere di Dorsoduro e affacciato sul Canal Grande vicino a Palazzo Da Mula Morosini e, lateralmente, su Campo San Vio.
È poco distante dal Ponte dell'Accademia e da Palazzo Venier dei Leoni e confina posteriormente con il complesso della chiesa anglicana di Saint George. Sulla sinistra, confina con Palazzo Da Mula Morosini.
Palazzo Barbarigo, insieme a una parte dell'adiacente Palazzo Da Mula Morosini, appartiene al direttore d’orchestra russo Valery Gergiev, questa è solo una parte della vasta eredità del filantropo Yoko Nagae Ceschina.

## Storia
L'edificio fu costruito nel XVI secolo, in pieno Rinascimento.
A partire dal XX secolo è diventato quartier generale della Pauly & C. - Compagnia Venezia Murano, azienda vetraria.

## Architettura
Il palazzo ha una facciata tra le più caratteristiche del Canal Grande, si distingue per la copertura a mosaico in vetro di Murano, applicata nel 1886 per volontà degli allora proprietari Fratelli Testolini, possessori dell'azienda Fratelli Testolini nota in seguito come M.Q. Testolini, specializzata nella produzione di mobilia artistica scolpita, vetrerie, mosaici, tessili e complementi d'arredo. Tale intervento compromise l'originale aspetto del palazzo, ma era in armonia con l'uso cinquecentesco di impreziosire coloristicamente le facciate con affreschi, tecnica che, diversamente dal mosaico, è soggetta a veloce deperimento (si pensi agli affreschi di Giorgione sul Fontego dei Tedeschi).
Il palazzo Barbarigo è un edificio di impianto tipicamente cinquecentesco, di dimensioni modeste e alto tre piani, ben evidenziati dal disegno della facciata. Questa, al piano terra si apre sul canale per mezzo di una loggia, i cui due archi consentono l'accesso dall'acqua al portego. I due piani nobili, dall'identica forometria, presentano aperture a tutto sesto, tra le quali ha particolare spicco la quadrifora centrale con balaustra. Una sottile cornice dentellata corona l'edificio.